# 2020 في لوكسمبورغ

## الحكم
- الحاكم : هنري
- رئيس الوزراء : كزافييه بيتل

## الأحداث
- 29 فبراير - الحالة الأولى لجائحة فيروس كورونا في لوكسمبورغ[1][2]
- 29 فبراير - أصبحت لوكسمبورغ أول دولة في العالم تتيح استخدام جميع وسائل النقل العام في الدولة (الحافلات والترام والقطارات) مجاناً[3][4][5][6]
- 5 مارس - عاد رجل من شمال إيطاليا وثبتت إصابته بالفيروس. تم وضعه في الحجر الصحي في مركز Hospitalier de Luxembourg.[7]
- 6 مارس - تأكدت إصابة امرأة بالفيروس بعد أن مكثت في منطقة الألزاس في فرنسا, ليرتفع العدد الإجمالي للحالات المؤكدة إلى 3.[8]
- 7 مارس - أكدت وزارة الصحة حالة إصابة أخرى بفيروس كورونا في البلاد, قائلة إن الشخص المصاب لديه «صلة وبائية» بشمال إيطاليا.[9][10]
- 8 مارس - تم تأكيد حالة أخرى لمريض مصاب عاد مؤخراً من منطقة الألزاس في فرنسا.[11][12]
- 10 مارس - تم تأكيد حالتين في وقت واحد ، مع عودة واحدة من الولايات المتحدة والأخرى من سويسرا.[13][14]
- 12 مارس - أكدت وزارة الصحة 19 حالة جديدة في لوكسمبورغ, ليرتفع العدد الإجمالي للحالات إلى 26 حالة, منها 94 حالة حرجة. وبحسب الوزارة, أصيب اثنان من المرضى في لوكسمبورغ بينما أصيب العشرة الآخرون في الخارج. تم تشخيص إحدى الحالات في مستشفى كيرشبرج, ومنذ ذلك الحين نفذ المستشفى العديد من الإجراءات الاحترازية, بما في ذلك الحد من زيارات المرضى, ويمكن فقط لموظفي المستشفى حجز أماكن وقوف السيارات المخصصة لموظفي المستشفى فقط, وتم تقليل الاستشارات الخارجية بشكل كبير, والتحكم في الوصول في المدخل الرئيسي.[15][16] كما أعلنت الوزارة إغلاق المدارس في الفترة من 16 إلى 27 مارس بعد العدد الأخير من الحالات في لوكسمبورغ.[17][18]